# 羊聃
羊聃（?—?），字彭祖，晋朝泰山郡南城县（今山东省新泰市）人。羊曼的弟弟。
羊聃年轻时不好学，时人都鄙视他的凡庸。初辟为司马睿丞相府掾，官至庐陵郡太守。自恃国戚，暴戾凶残，任情放纵，滥加刑杀。晋成帝时，羊聃怀疑郡人简良等人为贼，杀了二百余人，连婴孩都不放过，为地方百姓所痛恨。后被庾亮捕送京城治罪，以太妃之舅免死，除名免官。不久死去。